# 名古屋市立山田高等学校
名古屋市立山田高等学校（なごやしりつ やまだこうとうがっこう）は、愛知県名古屋市西区二方町19-1にある名古屋市立の高等学校。

## 概要
一般的な略称は、山田高校、やまこうなど。生徒を「山田高校の生徒」の略称としてやまこうせいと呼ぶこともある。校章のデザインは山の形になっている。2008年（平成20年）からは、創立30周年を記念して男女共に制服を一新し、また学校全体の改装工事も予定されている。

## 設置学科
- 全日制普通科

## 沿革
- 1978年（昭和53年） - 名古屋市立中央高等学校校舎において、名古屋市立山田高等学校として開校[2]。
- 1979年（昭和54年） - 現在地に新校舎・クラブハウス・プール・体育館兼講堂などが完成[2]。校歌・校旗も制定される[2]。
- 1980年（昭和55年） - 格技場完成[2]。
- 1986年（昭和61年） - セミナーハウス完成[2]。
- 1991年（平成3年） - クラブハウス増設完了[2]。
- 2008年（平成20年） - 男女共に新しい制服に変更[3]。

## 単位制について
1年間のうちに、10単位まで落とした場合は、追認考査を行う。これに合格した場合は単位認定される。11単位以上、落とした場合は留年となる。留年した生徒は、ほとんどの確率で退学していくと言われている。2006年（平成18年）に問題となった、高等学校必履修科目未履修問題について、山田高校は該当せず、全科目を全うしていた。

## 部活動

### 運動部
- バレーボール部（男・女）[4]
- バスケットボール部（男・女）[4]
- テニス部（男・女）[4]
- 陸上競技部[4]
- 柔道部[4]
- 剣道部[4]
- サッカー部[4]
- 水泳部[4]
- 硬式野球部[4]
- ソフトボール部[4]
- バドミントン部[4]
- ハンドボール部[4]
- ダンス部[4]

### 文化部
- 演劇部[4]
- ハンドメイド部[4]
- 軽音楽部[4]
- アンサンブル部[4]
- 美術部[4]
- 写真部[4]
- 茶華道部[4]
- 文芸漫画研究部[4]
- 書道部[4]

## 交通アクセス
- 名鉄犬山線・名古屋市営地下鉄鶴舞線 上小田井駅下車後、徒歩で約8分。[5]
- JR東海交通事業城北線 小田井駅下車後、徒歩[5]。